# Bandeira do Divino

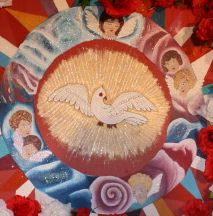
Bandeira do Mastro do Divino em Pirenópolis, Goiás, Brasil.

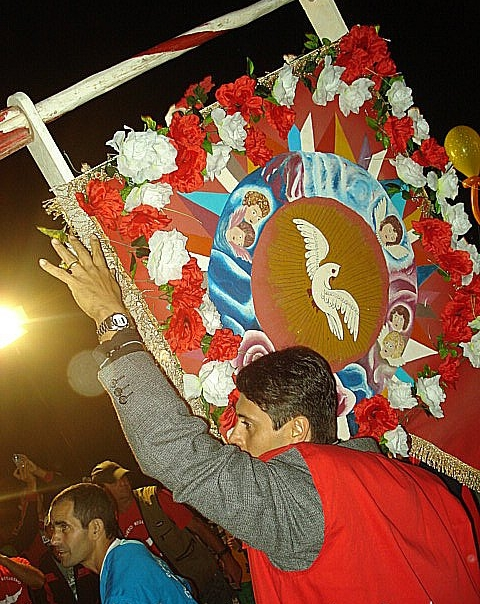
Bandeira do Divino, prestes a ser levantada, em Pirenópolis, na 190º Festa do Divino Espírito Santo, em 2008.

A bandeira do Divino Espírito Santo é uma bandeira religiosa onde está estampada a imagem da pomba simbolizando o Divino Espírito Santo. Normalmente, ela circula nas casas na festa do Divino.
É confeccionada em damasco vermelho-vivo, normalmente de dupla face, de forma quadrangular, com 5 palmos de lado (embora existam bandeiras maiores e menores), sobre o centro da qual é bordada em relevo uma pomba branca da qual irradiam para baixo raios de luz em branco e fio de prata. A bandeira é colocada numa haste em madeira com cerca de dois metros de comprido, encimada por uma pomba em prata ou latão. A bandeira acompanha a coroa e está sempre presente nas cerimónias litúrgicas onde se coroe na festa do Divino. É considerado uma honra ser escolhido para levar a bandeira nos cortejos.